# قائمة رؤساء الولايات المتحدة الذين ماتوا في مناصبهم
| رؤساء الولايات المتحدة الذين ماتوا في مناصبهم | رؤساء الولايات المتحدة الذين ماتوا في مناصبهم | رؤساء الولايات المتحدة الذين ماتوا في مناصبهم |
| --------------------------------------------- | --------------------------------------------- | --------------------------------------------- |
| ويليام هنري هاريسون 04 أبريل 1841             | زكاري تايلور 09 يوليو 1850                    | أبراهام لينكون 15 أبريل 1865                  |
| جيمس جارفيلد 19 سبتمبر 1881                   |                                               | ويليام ماكينلي 14 سبتمبر 1901                 |
| وارن جي. هاردينغ 02 أغسطس 1923                | فرانكلين روزفلت 12 أبريل 1945                 | جون كينيدي 22 نوفمبر 1963                     |

منذ نشأت المنصب الرئاسي للويات المتحدة الأمريكية عام 1789 ، شغله خمسة وأربعون شخصًا منصب رئيس الولايات المتحدة. توفي من بين هؤلاء ثمانية رؤساء في مناصبهم: اغتيل أربعة رؤساء ، فيما توفي أربعة لأسباب طبيعية. في كل من هذه الحالات تولى نائب الرئيس رئاسة الجمهورية. وهذه التقاليد يخضع حاليًا للقسم الأول من التعديل الخامس والعشرين لدستور الولايات المتحدة ، الذي تم المصادقة عليه في عام 1967 ، والذي ينص على أن يؤول أمر الرئاسية لنائب الرئيس ويجب أن يصبح رئيسًا في حال تمت عزل الرئيس من منصبه أو وفاته أو استقالته. تم توفير التفويض الأولي لهذه الممارسة في المادة الثانية ، القسم الأول ، البند السادس من الدستور ، كما تم اعتماده في الأصل ، والذي نص على: